# Архангельская, Анастасия Дмитриевна
Анастаси́я Дми́триевна Арха́нгельская (род. 9 апреля 2002, Ижевск) — российская шашистка, чемпионка мира (2024) в программе быстрые шашки, серебряный призёр чемпионата мира по международным шашкам среди девушек (2021) и чемпионата России по международным шашкам среди женщин (2018), чемпионка России по русским шашкам в командном зачёте. Мастер спорта России (2019).

## Спортивная биография
В возрасте 9 лет стала серебряным призёром на первенстве Европы по международным шашкам (2011). В 13 лет, выступая уже в ранге чемпионки страны, победила в Бейлене (Нидерланды) на первенстве мира по международным шашкам в возрастной категории до 13 лет в программе быстрые шашки и стала победителем на проходившем там же первенстве мира по турецким шашкам среди девушек. В 2015 году победила на первенстве Европы по международным шашкам среди девушек в программе блиц, а в 2019 году завоевала серебро в блице. В 2018 году стала серебряным призёром чемпионата России среди женщин.
В 2021 году стала серебряным призёром первенства России среди девушек до 20 лет, а также дважды серебряным призёром первенства мира среди девушек до 20 лет в Польше.
В 2022 году на этапе Кубка мира по стоклеточным шашкам Ouagadougou Open 2022 в Буркина-Фасо показала лучший результат среди женщин, заняв 23-ю строчку в общем зачёте. Стала победителем первенства России до 27 лет среди девушек, бронзовым призёром чемпионата России среди женщин и серебряным призёром командного чемпионата России среди женщин в составе команды Удмуртской республики.
Победительница двух этапов Кубка мира по русским шашкам 2023 года — в Узбекистане (Ташкент) и Турции (Аланья).
Стала чемпионкой России по русским шашкам 2023 года в составе команды Санкт-Петербурга. Бронзовый призёр чемпионата России по русским шашкам 2023 года в составе команды Санкт-Петербурга.
Серебряный призёр чемпионата России по международным шашкам 2023 года в составе команды Санкт-Петербурга.